# Louise Karlsson
Louise Viktoria Karlsson (Uddevalla, Suecia, 26 de abril de 1974) es un nadadora retirada especializada en pruebas de estilo libre y estilo combinado. Fue campeona mundial en 200 metros estilos durante el Campeonato Mundial de Natación en Piscina Corta de 1997.
Representó a Suecia en los Juegos Olímpicos de Barcelona 1992 y Atlanta 1996.
Batió el récord del mundo de 100 metros estilos combinados el 22 de noviembre de 1992, con un tiempo de 01:01:03.

## Palmarés internacional
| Campeonato Mundial de Natación en Piscina Corta | Campeonato Mundial de Natación en Piscina Corta | Campeonato Mundial de Natación en Piscina Corta | Campeonato Mundial de Natación en Piscina Corta |
| Año                                             | Lugar                                           | Medalla                                         | Prueba                                          |
| ----------------------------------------------- | ----------------------------------------------- | ----------------------------------------------- | ----------------------------------------------- |
| 1995                                            | Río de Janeiro ( Brasil)                        | Medalla de bronce                               | 200 m estilos                                   |
| 1995                                            | Río de Janeiro ( Brasil)                        | Medalla de bronce                               | 4 × 100 m libre                                 |
| 1997                                            | Gotemburgo ( Suecia)                            | Medalla de oro                                  | 200 m estilos                                   |
| 1997                                            | Gotemburgo ( Suecia)                            | Medalla de bronce                               | 4 × 100 m libres                                |
| Campeonato Europeo de Natación                  |                                                 |                                                 |                                                 |
| Año                                             | Lugar                                           | Medalla                                         | Prueba                                          |
| 1995                                            | Viena ( Austria)                                | Medalla de plata                                | 4 × 100 m libres                                |